# Vittorio Pozzo
Vittorio Pozzo (Torino, 1886. március 2. – Ponderano, 1968. december 21.) olasz labdarúgó-játékos majd edző, az olasz labdarúgó-válogatott szövetségi kapitánya.

## Életpályája

### Labdarúgóként
Fiatal korában a Torinóban különböző csapatokban játszott. Fiatal felnőttként Svájcban a Grasshopper-Club (1905-1906) színeiben szerzett nemzetközi tapasztalatokat. Ezt követően (1906-1911) között a  Torino FC felnőtt csapatának lett alapítója és oszlopos tagja.

### Edzőként
A labdarúgás szeretete irányította az edző pálya felé, ahol eleinte a Torino felnőtt csapatánál ismerte meg az edzői munka titkait. Folyamatosan tanulmányozta a sikeres csapatok – angol, magyar – titkait. A legnagyobb elismeréssel nyilatkozott a magyar labdarúgók és edzők felkészültségéről. A válogatott irányításán túl (1912–1922) között a Torino FC trénere, 1928-ban az AC Milán edzője.
Ars poeticája: tetszetős, látványos, de mégis eredményes futball, amikor  is a döntő pillanatokban a játékosok megfelelő küzdőerővel, keménységgel eredményesen veszik az akadályokat.

## Sportvezetői pályafutása
Négyszer kapott megbízást a szövetségi kapitányi tisztség betöltésére, egyszer a technikai bizottságban. Első alkalommal 1912-ben (egy győzelem, két vereség), 1920-1921 között (egy győzelem, egy vereség), 1924-ben (két győzelem, egy döntetlen, két vereség), majd 1929-től 1948-ig, a 82. válogatott mérkőzéstől a 168-ig tartott eredményes pályafutása (60 győzelem, 16 döntetlen és 11 vereség).

## Írásai
Sportújságíróként a szakíró címig vitte. A La Stampa című lapszerkesztőjeként is tevékenykedett.

## Sikerei, díjai
A világ egyik legsikeresebb edzője, szakvezetője. Két világbajnoki [1934 – Olaszország-, 1938 – Franciaország. A döntőben Magyarországot verték (4:2) arányban.], egy olimpiai siker (1936 – Németország) fűződik a nevéhez. Elsők lettek (1930-ban és 1936-ban) a közép-európai országok részvételével kiírt Nemzetek Kupája sorozatban.